# Манат (митологија)
Манат (Мануту; на арапском: مناة; mnt, mnh, mnwt: „судбина“, „участ“) је древносемитско божество и арапска богиња из предисламског периода, једна од три главне богиње у Меки; спомиње се Курану.
Била је поштована на целом Арабијском полуострву, а нарочито у северним и централним крајевима,  и била је ћерка Алаха и Алат, царица подземног царства и сестра богиње Уза (у Централној Арабији – као њена ћерка). Распрострањено је било схватање о њој као богињи судбине и казне због складног звучања њеног имена на арапском "Маник" ( "судбина"). Била је такође поштована као краљица загробног живота и чувар мира мртвих ; у Набатејском царству је поштована као покровитељ сахрана. Древни Грци су их поистовећивали са Тихом и Немезом, претежно у областима са центром у Набатеји и Палмири. Велики храм посвећен Манат подигнут је у Медини као средишту племенских окупљања. Неки од истраживача сматрају је заштитником Медине.Њеним статуама се клањало као божанствима кое се се налазила у кућама верника.